# Baeocera benolivia
Baeocera benolivia – gatunek chrząszcza z rodziny kusakowatych, podrodziny łodzikowatych i plemienia Scaphisomatini.
Gatunek ten opisany został w 2003 roku przez Ivana Löbla i Richarda A.B. Leschena. Epitet gatunkowy nadano na cześć Bena Smarta i Olivii Hope.
Chrząszcz o silnie wypukłym z wierzchu ciele długości od 1,45 do 1,6 mm, barwy rudobrązowej z jaśniejszymi końcem odwłoka, czułkami i stopami, a niekiedy też pokrywami. Jedenasty człon czułków jest umiarkowanie wydłużony. Rzędy przyszwowe na pokrywach są krótkie i sięgają do ich wierzchołkowej 1/5. Rzędy epipleuralne pokryw są wyraźnie zaznaczone. Tylna para skrzydeł jest silnie zredukowana. Epimeryty śródtułowia są pozbawione linii mezepimeralnych. Zapiersie (metawentryt) jest po bokach grubo punktowane. Odnóża mają golenie tęgie u nasady; te u nóg tylnych są co najwyżej nieco pogrubione ku wierzchołkom. Samiec ma wydłużony gonokoksyt z wierzchołkowym stylusem. Jego edeagus cechuje dłuższa od wyrostka wierzchołkowego nabrzmiała część nasadowa, brak bardzo delikatnych i łuskowatych struktur w woreczku wewnętrznym oraz szerokie, krótkie flagellum. Guide-sclerite jest silnie zesklerotyzwany, tęgi, prosty pośrodku i z haczykiem u wierzchołka. Paramery są co najwyżej delikatnie faliste.
Owad endemiczny dla Nowej Zelandii, znany tylko z dystryktu Buller na Wyspie Południowej.